# Estnischer Fußballpokal 1997/98
Der Estnische Fußballpokal 1997/98 war die achte Austragung des estnischen Pokalwettbewerbs der Männer. Das Finale fand am 20. Juni 1998 statt.
Pokalsieger wurde der FC Flora Tallinn. Titelverteidiger FC Norma Tallinn schied im Viertelfinale aus. Da Flora auch die Meisterschaft gewann, qualifizierte sich der unterlegene Finalist FC Lantana Tallinn für den letztmalig ausgetragenen Europapokal der Pokalsieger.

## Vorrunde
Teilnehmer: 7 Teams der drittklassigen Esiliiga und 9 Teams der viertklassigen II liiga.
| Datum      |                        | Ergebnis              |                         |
| ---------- | ---------------------- | --------------------- | ----------------------- |
| 21.08.1997 | JK Muuga Sadam         | 3:1                   | FC Nõmme Kalju          |
| 21.08.1997 | Lasnamäe JK            | 1 -:+ 1               | FC M.C. Tallinn         |
| 21.08.1997 | Kuusalu JK Rada/HKL    | 2:3                   | FC Irbis Kiviõli        |
| 21.08.1997 | SK Tapa                | 1:1 n. V. (5:4 i. E.) | Kohtla-Järve JK Veteran |
| 21.08.1997 | JK Tartu               | 10:30                 | Põlva JK Lootos         |
| 21.08.1997 | Viljandi JK Tulevik II | 8:1                   | FC Kuressaare           |
| 21.08.1997 | FC Lelle               | 10:00                 | Jägala Kalevi ÜJP       |
| 21.08.1997 | Rapla JK Atli          | 2:1                   | 1. FC Tallinn           |

## 1. Runde
Teilnehmer: Die acht Sieger der Vorrunde und drei weitere Teams der II liiga, vier Teams der III liiga und mit Maardu Veteranid ein Team der IV liiga.
| Datum      |                        | Ergebnis |                   |
| ---------- | ---------------------- | -------- | ----------------- |
| 03.09.1997 | Tallinna JK Alvigo     | 1:5      | KSK Vigri Tallinn |
| 03.09.1997 | Kehra JK Tempori       | 3:2      | Märjamaa Kompanii |
| 03.09.1997 | Rapla JK Atli          | 3:2      | Maardu FS Junior  |
| 03.09.1997 | FC Irbis Kiviõli       | 2 +:- 2  | JK Muuga Sadam    |
| 03.09.1997 | Viljandi JK Tulevik II | 2:1      | Maardu Veteranid  |
| 03.09.1997 | FC M.C. Tallinn        | 3:0      | SK Tapa           |
| 03.09.1997 | Narva FK Baltika       | 2 -:+ 2  | Keila JK          |
| 03.09.1997 | JK Tartu               | 0:2      | FC Lelle          |

## 2. Runde
Teilnehmer: Die acht Sieger der 1. Runde und die acht Zweitligisten (Dünamo Tallinn, JK Dokker Tallinn, JK Kalev Sillamäe, JK Merkuur Tartu, Olümpia Maardu, Pärnu JK, JK Tallinn und JK Vall), die alle auswärts antraten.
| Datum      |                        | Ergebnis |                   |
| ---------- | ---------------------- | -------- | ----------------- |
| 17.09.1997 | FC Lelle               | 1:0      | JK Kalev Sillamäe |
| 17.09.1997 | Kehra JK Tempori       | 1:2      | Pärnu JK          |
| 17.09.1997 | Keila JK               | 1:2      | JK Merkuur Tartu  |
| 17.09.1997 | FC Irbis Kiviõli       | 5:0      | JK Dokker Tallinn |
| 17.09.1997 | FC M.C. Tallinn        | 3:2      | Olümpia Maardu    |
| 17.09.1997 | Rapla JK Atli          | 0:8      | JK Vall           |
| 17.09.1997 | Viljandi JK Tulevik II | 4:2      | Dünamo Tallinn    |
| 17.09.1997 | KSK Vigri Tallinn      | 3 +:- 3  | JK Tallinn        |

## Achtelfinale
Teilnehmer: Die acht Sieger der 2. Runde und die acht Teams der Meistriliiga (FC Flora Tallinn, FC Lantana Tallinn, Tallinna Sadam, JK Eesti Põlevkivi Jõhvi, SK Lelle, FC TVMK Tallinn, JK Trans Narva und Viljandi JK Tulevik), die alle auswärts antraten.
| Datum      |                        | Ergebnis |                          |
| ---------- | ---------------------- | -------- | ------------------------ |
| 01.10.1997 | FC M.C. Tallinn        | 0:4      | Viljandi JK Tulevik      |
| 01.10.1997 | FC Lelle               | 0:6      | JK Tallinna Sadam        |
| 01.10.1997 | JK Merkuur Tartu       | 0:7      | FC Flora Tallinn         |
| 12.10.1997 | Rapla JK Atli          | 0:7      | JK Trans Narva           |
| 12.10.1997 | FC Irbis Kiviõli       | 0:3      | Lelle SK                 |
| 12.10.1997 | Viljandi JK Tulevik II | 0:2      | JK Eesti Põlevkivi Jõhvi |
| 12.10.1997 | Pärnu JK               | 0:6      | FC Lantana Tallinn       |
| 12.10.1997 | KSK Vigri Tallinn      | 0:5      | FC TVMK Tallinn          |

## Viertelfinale
| Datum             |                     | Gesamt |                          | Hinspiel | Rückspiel |
| ----------------- | ------------------- | ------ | ------------------------ | -------- | --------- |
| 22.04./06.05.1998 | JK Trans Narva      | 7:3    | Lelle SK                 | 5:1      | 2:2       |
| 22.04./06.05.1998 | Viljandi JK Tulevik | 4:3    | FC TVMK Tallinn          | 2:2      | 2:1       |
| 22.04./06.05.1998 | FC Flora Tallinn    | 12:00  | JK Eesti Põlevkivi Jõhvi | 5:0      | 7:0       |
| 22.04./06.05.1998 | JK Tallinna Sadam   | 0:2    | FC Lantana Tallinn       | 0:0      | 0:2       |

## Halbfinale
| Datum             |                     | Gesamt |                    | Hinspiel | Rückspiel |
| ----------------- | ------------------- | ------ | ------------------ | -------- | --------- |
| 20.05./24.05.1998 | Viljandi JK Tulevik | 1:3    | FC Flora Tallinn   | 0:0      | 1:3       |
| 20.05./24.05.1998 | JK Trans Narva      | 0:7    | FC Lantana Tallinn | 0:4      | 0:3       |

## Finale
| Paarung            | FC Flora Tallinn – FC Lantana Tallinn |
| Ergebnis           | 3:2 (1:1) |
| Datum              | 20. Juni 1998 |
| Stadion            | Kuressaare linnastaadion, Kuressaare |
| Zuschauer          | 300 |
| Schiedsrichter     | Margus Kotter |
| Tore               | 1:0 Andres Oper (8.) 1:1 Deniss Jeršov (39.) 1:2 Vitali Leitan (70.) 2:2 Andres Oper (72.) 3:2 Indrek Zelinski (83.) |
| FC Flora Tallinn   | Toomas Tohver – Urmas Kirs, Martin Reim, Raivo Nõmmik, Janek Meet – Marko Kristal, Paal Christian Alsaker, Tomas Ražanauskas, Sergei Terehhov (66. Kristen Viikmäe) – Andres Oper, Indrek Zelinski Cheftrainer: Teitur Þórðarson ( Island) |
| FC Lantana Tallinn | Sergei Ussoltsov – Andrei Krasnopjorov, Oleg Kolotsei, Andrei Mitjunov, Dmitri Kulikov – Andrei Borissov, Nikolai Toštšev, Oleg Gorjatšov, Andrei Tjunin – Vitali Leitan, Deniss Jeršov Cheftrainer: Anatoli Belov                         |
| Gelbe Karten       | Urmas Kirs, Marko Kristal – Oleg Kolotsei |